# Ronald Sanderson
Pour les articles homonymes, voir Sanderson.
Ronald Harcourt Sanderson, né le 11 décembre 1876 à Uckfield et mort le 17 avril 1918 à Gommecourt, est un rameur d'aviron britannique.
Il est sacré champion olympique en 1908 à Londres, remportant la course de huit.
Il meurt au combat dans le Pas-de-Calais durant la Première Guerre mondiale. 